# Актау (порт)
Порт Актау —  морський торговельний порт, розташований на східному узбережжі Каспійського моря; єдиний морський порт Казахстану, призначений для міжнародних перевезень різних сухих вантажів, сирої нафти й нафтопродуктів. Порт обслуговує міжнародні транспортні коридори з півночі на південь і з заходу на схід Каспійського моря, тим самим пов'язуючи перспективні регіони для розвитку торговельних відносин. Порт Актау — головна база Каспійської флотилії Казахстану. Поєднує Казахстан із портами Ірану, Азербайджану, Росії та Туркменістану.

## Історія
В 1963 році був побудований порт Актау, для транспортування продукції уранової промисловості й нафтових родовищ Мангистауського регіону.
Пізніше порт зіграв значну роль у будівництві атомної електростанції БН-350, заводів хімічної галузі й безпосередньо самого міста Актау.

## Технічні характеристики
Порт Актау обладнаний:

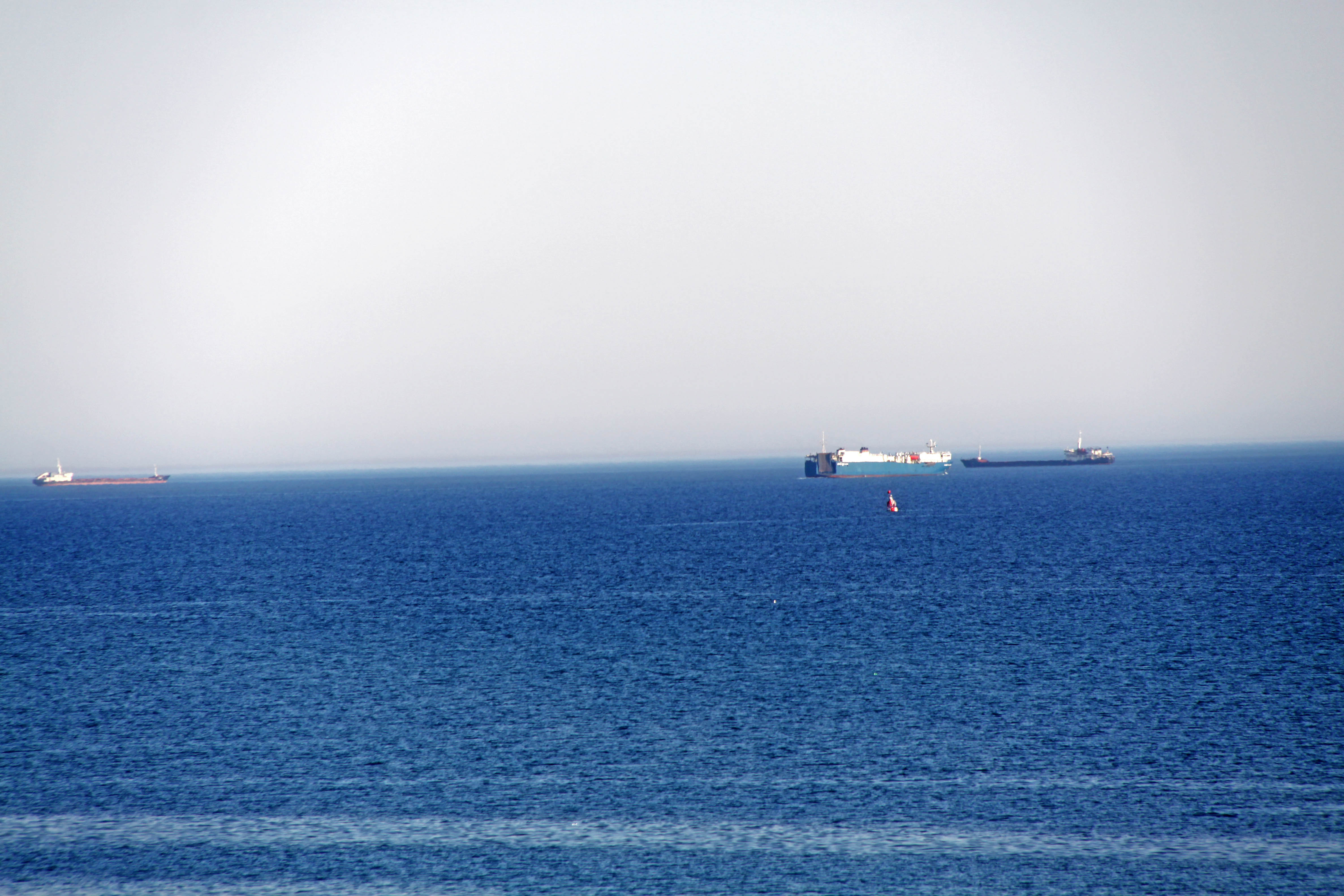
Морські судна в бухті м. Актау

- Чотирма спеціалізованими нафтоналивними причалами проектна потужність яких становить 10,4 млн. тон при фактичній пропускної здатності до 12 млн. тон;
- Трьома універсальними суховантажними причалами для обробки генеральних вантажів, контейнерів, а також для перевантаження негабаритних вантажів і обробки суден типу ролкерних перевезень;
- Залізничним поромним комплексом (при проектній потужності 1 млн. тон фактична пропускна здатність становить 2 млн. тон);
- Зерновим терміналом потужністю 600 тис. тон в рік зі спеціалізованим причалом.

## Основні види перевезень
Основними видами вантажів, що обробляються в порту є: нафта, метал, зерно, поромні та інші вантажі.

## «Великий шовковий шлях»
Порт Актау входить до мережі міжнародних вантажних перевезень «Великий шовковий шлях» між країнами Європи та Азії. Маршрут вантажних перевезень включає такий напрямок: Україна - Грузія - Азербайджан - Казахстан - Китай. По даному маршруту був запущений перший експериментальний рейс, який включає як залізничні ділянки, так і поромні переправи Чорного і Каспійських морів (Іллічівськ - Батумі і Алят — порт Актау).
14 січня Україна, Азербайджан, Казахстан і Грузія підписали в Баку протокол про встановлення пільгових тарифів на вантажоперевезення по цьому шляху. 15 січня з Іллічівського морського порту (Одеська область) вперше вантаж вирушив по маршруту Україна — Китай, в обхід території Росії. Це поглибить співпрацю країн Східної Європи із Центральною Азією та Китаєм.